# Gelsemium
Gelsemium es un género de plantas con flores perteneciente a la familia  Gelsemiaceae. El género tiene tres especies de arbustos trepadores que se agarran o trenzan. Dos especies son nativos de Norteamérica y una de Asia en China sur-oriental.
Carolus Linnaeus primero clasificó G. sempervirens como Bignonia sempervirens en 1753; Antoine Laurent de Jussieu retituló el género en 1789. Gelsemium es una forma latinizada de la palabra italiana para jazmín, gelsomino.
Las tres especies de este género son venenosas.

## Taxonomía
El género fue descrito por  Antoine Laurent de Jussieu y publicado en Genera Plantarum 150. 1789. La especie tipo es: Gelsemium sempervirens (L.) J.St.-Hil.

## Especies
- Gelsemium elegans, nativa de India, Indonesia, Laos, Malasia, Birmania,  Tailandia, Vietnam, y las provincias Chinas de Fujian, Guangdong, Guangxi, Guizhou, Hainan, Hunan, Jiangxi, Taiwán, Yunnan, y Zhejiang. Encontrándose en bosques y matorrales a partir de 200-2000 metros de altura.
- Gelsemium rankinii. Nativo de sur este de los Estados Unidos.
- Gelsemium sempervirens (L.) J.St.-Hil. Nativo de Virginia a Texas y al sur a través de México a Guatemala.